# Karbohidratni antigen 19-9
Karbohidratni antigen 19-9 ili CA 19-9 je prisutan u serumu kao visokomolekularni mucin bogat ugljikohidratima. Ovaj tumorski biljeg ima kliničku važnost ponajprije kod raka gušterače i raka žuči.
Koristi se i u dijagnosticiranju, te praćenju raka debelog crijeva i rektuma, nakon mjerenja CEA, te raka jajnika nakon mjerenja CA 125.
Što je karcinom pankreasa ili rak žuči veći u krvi se nalazi više CA 19-9 tumorskih biljega.

## Uporaba testa
Vodiči izdato od Američka udruga za kliničku onkologiju (American Society of Clinical Oncology) ne ohrabruju uporabu CA19-9 kao skrining testa za rak, osobito za rak gušterače. Razlog za to je činjenica da test može biti lažno negativan (normalan) kod ljudi koji imaju rak ili lažno pozitivan kod ljudi koji uopće nemaju rak. Glavna uporaba testa CA19-9 je ta da se provjeri da li ga tumor gušterače luči i na taj način se može provjerriti da li je tumor uklonjen u cijelosti ili utvrditi postojanje recidiva bolesti.
Povišene vrijednosti mogu se pronaći i kod raka želuca, raka jetre i raka pluća, ali i kod nekih dobroćudnih bolesti probavnog sustava, gušterače, žuči, ciroze, hepatitisa, šećerne bolesti.
Važno je napomenuti da 7 do 10% populacije genetički ne može stvarati CA 19-9.
Očekivane vrijednosti za zdrave osobe su do 37 klJ/L.